# 歌こそは君
「歌こそは君」（うたこそはきみ）あるいは「ソング・イズ・ユー」（英語: The Song Is You）は、ジェローム・カーン作曲、オスカー・ハマースタイン2世作詞のポピュラー楽曲。1932年のブロードウェイ・ミュージカル『ミュージック・イン・ジ・エアー』のために書かれ、T・B・ハームズにより出版され、その後1940年代にジャズ曲として定着した。

## 解説と評価
調はハ長調で形式はAABA’であり、Paymer (1999) はリフレインを持つ穏やかなバラードに分類している。
ハマースタインの伝記著者ヒュー・フォーディンは、「ロマンティックなムードと喜劇的なムードを併せ持っている」という点において本楽曲を劇音楽の傑作と位置づけ、Paymer (1999) は「アメリカの伝統の中にまだ残っていたアート・ソングと正当に称しうる数少ないポピュラー作品のひとつ」であると位置づける。作曲家のアレック・ワイルダーは「自意識過剰なまでに優雅なアート・ソング」であるとしたうえで、本楽曲の生まれ持った存在感や作品としての完成度を肯定的に評価する。ワイルダーはブリッジ以降の旋律と和音を称賛しており、Paymer (1999) は目まぐるしく変化する和音が魔法のようであると表現している。またGioia (2021) は、後述のように本作が様々にアレンジできる楽曲であることを評価している。
作曲者本人にとってもお気に入りのメロディーのひとつであり、完成後すぐに電話越しでハマースタインへ弾いて聞かせたとされている。

## 劇中歌として

### 『ミュージック・イン・ジ・エアー』
本楽曲は『ミュージック・イン・ジ・エアー』の第2幕において、歌手のジークリンデ・レッシング（Sieglinde Lessing）に心奪われた作曲家のブルーノ・マーラー（Bruno Mahler）によって歌われる。Hischak (2013) はこの場面について茶番じみているが歌は愉しい（entertaining）と述べている。
『ミュージック・イン・ジ・エアー』の劇中歌は、一般的なミュージカルとは異なり、キャラクターの台詞の一部としてではなく物語世界においても実際に歌われているものとして設定されている。「歌こそは君」は一見するとこの設定から外れるかのようだが、数年前のミュージカルのためにブルーノが書いた捨て曲であり、女性を口説く際に度々用いていることが後に明かされる。
『ミュージック・イン・ジ・エアー』の初演は1932年11月8日にアルヴィン劇場で行われ、ブルーノ・マーラー役はトゥリオ・カルミナティが務めた。なお1934年の映画版では、本楽曲は歌われていない。

### その他
2003年の映画『世界で一番悲しい音楽』（ジニー賞オリジナル音楽部門受賞作）では、クリストファー・デドリックの手による9つのバージョンの「歌こそは君」が使用されており、このことは本楽曲が多彩なアプローチに耐えることを示している。『夫たち、妻たち』（1992年）でも使われているほか、『ア・ミュージカル・ジュビリー（A Musical Jubilee）』（1975年、ジョン・レイットによる歌唱）、『ジェローム・カーン・ゴーズ・トゥ・ハリウッド（Jerome Kern Goes to Hollywood）』（1986年）、『ネヴァー・ゴナ・ダンス』（2003年）といったブロードウェイ・ミュージカルでも歌われている。

## スタンダード曲として
1932年のジャック・デニー（Jack Denny）（指揮）、ウォルドルフ＝アストリア・オーケストラ、ポール・スモール（Paul Small）（テノール）による録音は、翌年ヒット・チャートの12位にランクインした。その後1940年代にはフランク・シナトラが歌ったほか、グレン・ミラー、トミー・ドーシー、クロード・ソーンヒルらのビッグ・バンドでも演奏されるようになり、ジャズ曲として人気を得るに至った。
ジャズにおいては爽やかに演奏されることが多いが、ジューン・クリスティによる物憂げなバラードからアート・ブレイキーによる高速スラロームのような演奏まで、幅広いムードにより解釈されている。

### 主な録音
| リーダー／ヴォーカル                                                                       | 収録アルバム                                       | 録音年 | 解説 | 推薦者                      | 音楽外部リンク |
| ------------------------------------------------------------------------------------------ | -------------------------------------------------- | ------ | --- | --------------------------- | -------------- |
| フランク・シナトラ（Vo.）                                                                  |                                                    | 1942   | | Gioia (2021)                | YouTube Music  |
| チャーリー・パーカー（A.Sax.）                                                             |                                                    | 1952   | | Gioia (2021)                | YouTube Music  |
| クリフォード・ブラウン（Tp.）                                                              | The Clifford Brown Quartet in Paris                | 1953   | | Gioia (2021)                | YouTube Music  |
| ベニー・カーター（A.Sax.）                                                                 | コスモポライト〜オスカー・ピーターソン・セッション | 1954   | | Baerman (n.d.)              | YouTube Music  |
| ジミー・ジュフリー（T.Sax.）                                                               | ジミー・ジュフリー3                                | 1956   | | Baerman (n.d.)              | YouTube Music  |
| アニタ・オデイ（Vo.）                                                                      | アット・ミスター・ケリーズ                         | 1957   | | Gioia (2021)                | YouTube Music  |
| ジェリー・マリガン （ B.Sax. [ 15 ] ） チェット・ベイカー （Tp.）                          | リユニオン・ウィズ・チェット・ベイカー             | 1958   | | Gioia (2021)                | YouTube Music  |
| テリー・ソーントン（Vo.）                                                                  | デヴィル・メイ・ケア                               | 1961   | | Maycock (n.d.)              | YouTube Music  |
| アート・ブレイキー（Dr.）                                                                  | ア・ジャズ・メッセージ                             | 1963   | | Maycock (n.d.)              | YouTube Music  |
| ナンシー・ウィルソン（Vo.）                                                                | Yesterday’s Love Songs/Today’s Blues               | 1963   | | Gioia (2021) Baerman (n.d.) | YouTube Music  |
| リー・コニッツ（A.Sax.）                                                                   | ローン・リー                                       | 1974   | 39分に及ぶソロ演奏。 | Gioia (2021)                | YouTube Music  |
| アート・ブレイキー（Dr.）                                                                  | キーストン・コーナーの夜                           | 1978   | | Gioia (2021)                | YouTube Music  |
| キース・ジャレット（Pf.）                                                                  | 枯葉（Still Live）                                 | 1986   | ゲイリー・ピーコック（Ba.）、ジャック・ディジョネット（Dr.）とともに、17分以上に及び活力を維持したアップテンポな演奏をおこなっている。 | Gioia (2021) Baerman (n.d.) |                |
| ウィントン・マルサリス（Tp.）                                                              | スタンダード・タイムVol. 1                         | 1986   | | Baerman (n.d.)              | YouTube Music  |
| ウォルター・ノリス（Pf.）                                                                  | Live at Maybeck Recital Hall, Volume Four          | 1990   | | Maycock (n.d.)              | YouTube Music  |
| リー・コニッツ（A.Sax. [ 20 ] ） ブラッド・メルドー （Pf.） チャーリー・ヘイデン （ Ba. ） | アローン・トゥゲザー                               | 1997   | | Maycock (n.d.)              | YouTube Music  |
| ビル・オコンネル（Pf.）                                                                    | Monk’s Cha-Cha                                     | 2013   | | Gioia (2021)                | YouTube Music  |

そのほかHischak (2013) は、以下のミュージシャンによるものを録音の例として挙げている。
- ビング・クロスビー
- ジェーン・ピケンズ（英語版）
- メアリー・エリス（英語版）
- ジェーン・パウエル
- アール・ライトソン（英語版）
- ロイス・ハント（英語版）
- ヴィック・ダモーン
- オスカー・ピーターソン
- キーリー・スミス（英語版）
- テリー・ギブス（英語版）
- トーマス・ハンプソン
- シャーリー・バッシー
- キリ・テ・カナワ
- マリリン・メイ（英語版）
- バーバラ・クック（英語版）
- ビージー・アデール
- マーニ・ニクソン
- ローレンス・ティベット
- ゴードン・マクレエ（英語版）